# Xã Dickerson-Hill, Quận Johnson, Arkansas
Xã Dickerson-Hill (tiếng Anh: Dickerson-Hill Township) là một xã thuộc quận Johnson, tiểu bang Arkansas, Hoa Kỳ. Năm 2010, dân số của xã này là 104 người.